# Épistémologie féministe
L'épistémologie féministe est l'examen de l'épistémologie (étude de la connaissance) du point de vue des femmes et du féminisme. Selon l'auteure Elizabeth S. Anderson, l'épistémologie féministe s'intéresse à la façon dont l'appartenance à l'un ou l'autre sexe, et plus particulièrement comment l'appartenance au sexe féminin influence le concept de connaissance, de même que les pratiques de recherche et de justification intellectuelles. 
L'épistémologie féministe souligne ainsi « l’androcentrisme dans une pratique scientifique » dominée par des chercheurs hommes. La théorie du point de vue, le féminisme du point de vue - selon laquelle les résultats des recherches sont déterminés par le contexte de leur production et par la position des sujets connaissants - donne des outils pour analyser les biais sexistes dans la science. Ces pratiques sont également plus largement remises en question dans le cadre théorique de la Connaissance située, un concept développé par Donna Haraway en réaction à la conception dominante de l'objectivité scientifique selon laquelle le savant serait neutre - et pourrait « tout voir de nulle part ».